# Valéria de Milão
Valéria de Milão (m. século I ou II) era, segundo a tradição cristã, esposa de São Vital de Milão e mãe dos Santos Gervásio e Protásio, embora outras tradições façam dela uma virgem mártir e não uma esposa e mãe. 
Foi martirizada por enterrar mártires cristãos e depois por se recusar a sacrificar aos deuses romanos. Conta a história que ela era de uma família nobre e, ainda pequena, foi batizada. O papa na época ordenou os padres da região que organizassem nova decúrias, cada uma composta de cinco homens e cinco mulheres. O dever deles era recolher os corpos dos cristãos martirizados no Coliseu e em outros lugares de Roma no dia anterior.
De acordo com uma tradição, em 3 de junho, Valéria foi descoberta por soldados romanos procurando por cristãos. Ela imediatamente se identificou como um dos fieis e, depois de terríveis torturas, foi decapitada no Coliseu juntamente com outros mártires. Seus restos foram recolhidos por outros cristãos e depositados nas Catacumbas de São Sebastião. De acordo com outra, logo depois do martírio de São Vital, seu marido, em Ravena, ela se recusou a participar de uma celebração e de um sacrifício aos deuses romanos e foi duramente agredida, o que provocou sua morte dois dias depois em Milão.

## Veneração
Um mosaico mostrado Valéria decora a basílica Sant'Apollinare Nuovo, em Ravena, e uma igreja dedicada a ela em Milão foi demolida em 1786.
O cônego Charles M. Ménard (1845–1896), padre na Co-catedral de São José, em Thibodaux, Luisiana, realizou uma peregrinação a Roma, em 1867, durante as celebrações do aniversário do martírio de São Pedro. Com o objetivo de levar uma relíquia importante para ser venerada por seus paroquianos, Charles requisitou uma audiência com o cardeal Costantino Patrizi Naro, que era dono de duas relíquias assim, uma de São Próspero e um osso do braço de Santa Valéria. O cardeal acabou se convencendo a ceder esta última.
A relíquia foi colocada numa caixa de papelão selada com brasão do cardeal Patrizi e depois selada novamente numa estátua de cera de uma jovem mulher vestida num robe de seda bordado em ouro e numa túnica carmesin de veludo com bordas douradas. A estátua, por sua vez, foi colocada num relicário em forma de caixão de carvalho e vidro, dos Países Baixos, e decorado com cobre dourado.
Na manhã de 18 de abril de 1868, um barco a vapor, Nina Simmes, chegou em Nova Orleães vindo de Bayou Lafourche, com o relicário de Santa Valéria. Ele foi colocado no altar da Catedral de São José e recebido com cerimônias solenes com a participação de mais de 4 000 pessoas. Desde então, Santa Valéria ficou conhecida como padroeira de Thibodaux e é invocada para proteção contra tempestades e enchentes, comuns na região.
Em 25 de maio de 1916, um incêndio começou na sacristia da catedral e, dentro de minutos, percebeu-se que igreja não poderia ser salva. Gritos de "Salvem Santa Valéria! Salvem Santa Valéria!" foram ouvidos pelos presentes e o relicário, de fato, foi um dos objetos salvos das ruínas. Ele foi então levado para a Capela do Convento de Monte Carmelo até que uma nova igreja fosse construída para abrigá-lo.
O Museu Britânico tem, em sua coleção, um relicário esmaltado por vezes erroneamente identificado como Santa Valéria de Milão, mas na realidade associado a Santa Valéria de Limoges, uma santa diferente. 